# Mary-Joyce Doo Aphane
Mary-Joyce Doo Aphane ist eine Rechtsanwältin und Frauenrechts-Aktivistin in Eswatini. Se ist eine Swasi und hat mit vielen Menschenrechtsorganisationen und Frauenrechtsorganisationen zusammengearbeitet. 2012 hatte sie einen großen Erfolg, als es gelang, das Recht in Eswatini zu ändern, damit es verheirateten Frauen zukünftig erlaubt ist, Eigentum in ihrem eigenen Namen zu besitzen.

## Leben
Doo Aphane hat einen Master of Laws und führt eine Praxis als Rechtsanwältin. Sie ist spezialisiert auf Gender Law. Sie gründete die Women for Women Development Consultancy und ist Direktor der Firma. Außerdem gründete sie die Legal Aid Clinic des Council of Swaziland Churches. Aphane forscht zu Rechtsfragen und ist Mitverfasserin mehrerer akademischer Artikel. Sie war die erste nationale Koordinatorin für Frauen und Recht für Eswatini für den Human Rights Trust of Southern Africa und war auch Regionalkoordinatorin für sechs Länder des südlichen Afrika für die Women’s Legal Rights Initiative. Aphane war stellvertretende Vorsitzende des Global Fund for Women und Mitglied des technischen Komitees der Entwicklungsgemeinschaft des südlichen Afrika (Southern African Development Community, SADC) zu AIDS (2007–2012). Sie war auch im Vorstand des Swaziland Young Women’s Network, des AIDS Information and Support Centre und des African Feminist Forum.
Aphane warnte die Regierung von Eswatini eindringlich, dass ein verlängerter Lehrerstreik 2012 die Bildung von Kindern gefährdete und dass mangelnder Schulbesuch bei Kindern das Risiko von sexuellen Übergriffen und Drogenmissbrauch steigert. 2012 gewann sie außerdem einen Fall vor dem Obersten Gericht von Eswatini (Swaziland Supreme Court), in welchem sie gegen das geltende Recht geklagt hatte, welches verheirateten Frauen eigenen Besitz oder Besitz in gemeinschaftlichem Besitz mit ihrem Ehemann verwehrte. Das Gesetz wurde daraufhin abgeändert.